# Fort Randolph

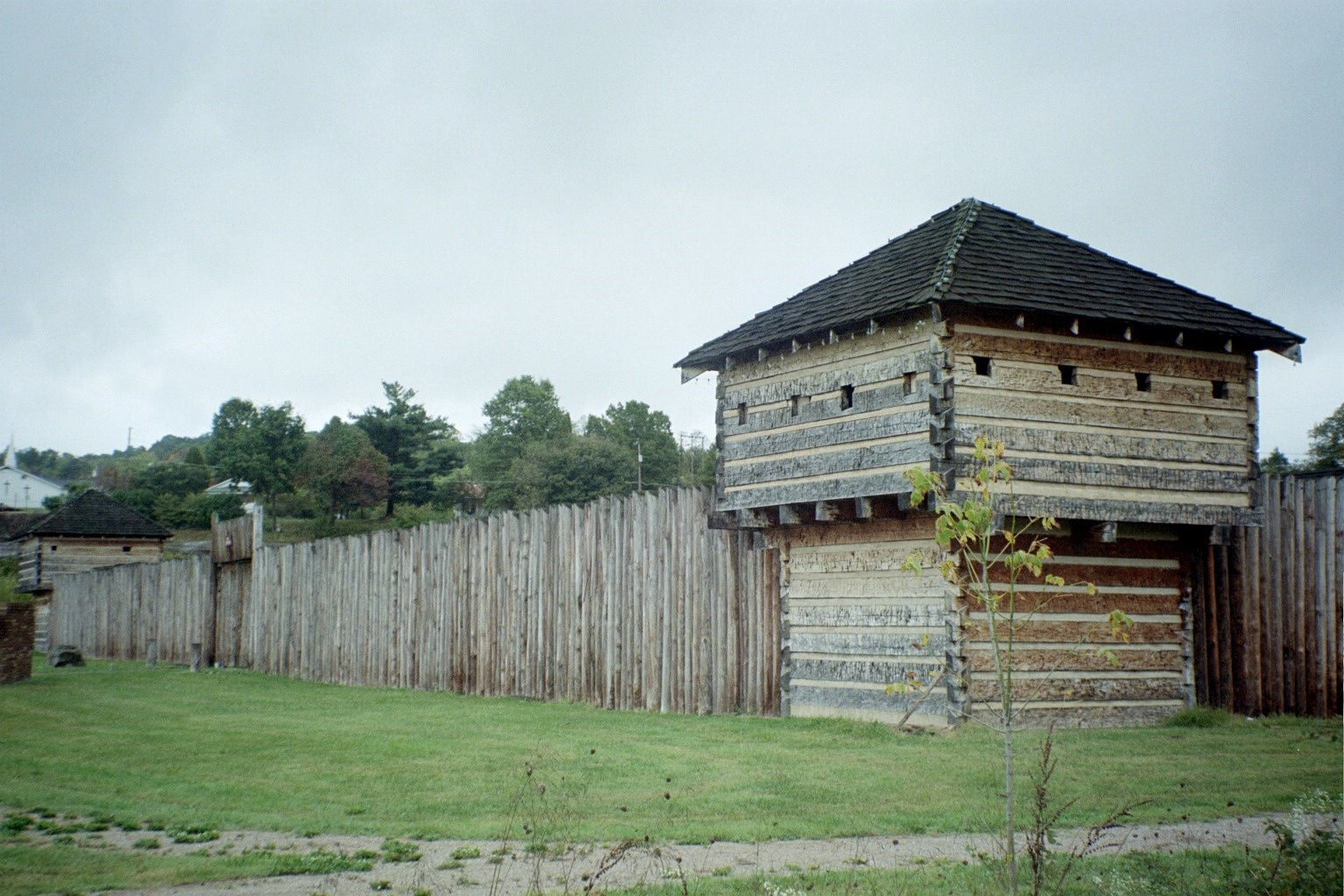
Réplique du Fort Randolph

Fort Randolph fut un fort construit durant la guerre d'indépendance américaine au confluent de les rivières Ohio et Kanawha, où la ville de Point Pleasant en Virginie-Occidentale est maintenant située.

## Histoire
Construit en 1776 sur le site d'un ancien fort de la guerre de Dunmore, le fort est surtout connu comme l'endroit où le célèbre chef de Shawnee Cornstalk a été assassiné en 1777. Le fort a résisté par une attaque Amérindien en 1778, mais a été abandonné l'année suivante. Il a été reconstruit dans les années 1780, après la reprise des hostilités entre les États-Unis et les Amérindiens, mais a vu peu d'action et fut finalement abandonné une fois de plus. Deux siècles plus tard, une réplique du fort a été construite à proximité.